# Eugen Petersen
Eugen Petersen (Heiligenhafen, 16 agosto 1836 – Amburgo, 14 dicembre 1919) è stato un archeologo tedesco.

## Biografia
Figlio d'un uomo di legge, Eugen Petersen nacque nell'allora territorio danese, nel Ducato di Holstein. Intraprese gli studi l'università Christian Albrecht di Kiel e poi all'università renana Frédéric-Guillaume di Bonn.
Nel 1861, soggiornò a Roma, presso l'Istituto di corrispondenza archeologica.
Nel 1886 prese la direzione dell'Istituto archeologico germanico di Atene, dove ci rimase solo un anno per prendere la direzione dell'Istituto archeologico germanico di Roma.

## Pubblicazioni
- Kritischen Bemerkungen zur ältesten Geschichte der griechischen Kunst, 1871
- Die Kunst des Pheidias am Parthenon und zu Olympia, 1873
- con Alfred von Domaszewski e Guglielmo Calderini: Die Marcus-Säule auf Piazza Colonna in Rom, Monaco 1896
- Vom alten Rom, Leipzig 1898; 3. edizione 1904 (Berühmte Kunststätten 1)
- Trajans Dakische Kriege, 2 volumi, 1899 e 1903
- Ara Pacis Augustae, Vienna 1902
- Athen, Leipzig 1908 (Berühmte Kunststätten 41)
- Die attische Tragödie als Bild und Bühnenkunst, 1915